# Lavigeria macrocarpa
Espèce
Synonymes
- Icacina macrocarpa Oliv.[1]

Lavigeria macrocarpa Pierre  est une espèce de plantes à fleurs de la famille des Icacinaceae selon la classification phylogénétique. 

## Description
C'est une liane cauliflore peut mesurer jusqu'à 24 mètres de long et possède un important tubercule souterrain. Sa tige à 4 angles mesure environ 4 centimètres de diamètre. Ses rameaux et ses feuilles pubescentes prennent des couleurs allant du jaune au rouille. Les feuilles sont alternées et elliptiques.
Cette espèce d'Afrique tropicale se développe dans les forêts et forêts galeries entre 1 et 1 200 mètres d'altitude.